# Marlee
Marlee är en ort i Australien. Den ligger i kommunen Greater Taree och delstaten New South Wales, i den sydöstra delen av landet, omkring 250 kilometer nordost om delstatshuvudstaden Sydney. Orten hade 199 invånare år 2021.
Närmaste större samhälle är Taree, omkring 18 kilometer sydost om Marlee. 